# Intel Turbo Boost
Intel Turbo Boost es una característica que está incorporada en procesadores Intel derivados de la arquitectura Nehalem, (Core i), desde los modelos Core i5 600 en adelante.
Esta función hace que el procesador sea capaz de incrementar su frecuencia de funcionamiento, de forma automática, en determinadas circunstancias.

## Factores de activación
- Cantidad de núcleos activos.
- Consumo estimado de corriente.
- Consumo estimado de energía.
- Comportamiento automático, cuando se requiere más velocidad de recursos, mas es la elevación de frecuencia de reloj
- Temperatura del procesador. Esto es importante, ya que el aumento de la temperatura puede quemar el procesador